# Elgin (Szkocja)
Elgin (gael. Eilginn) – miasto w północno-wschodniej Szkocji (Wielka Brytania), stolica jednostki administracyjnej (council area) Moray, historyczna stolica hrabstwa Moray. W 2001 liczyło 25 678 mieszkańców.

## Historia
Pierwszy raz nazwa Elgin pojawiła się w dokumencie Chatulary of Moray  z roku 1190. Założone zostało w XII w. jako royal burgh przez króla Szkocji Davida I. Z tych czasów po dziś dzień przetrwał zamek na wzgórzu zwanym obecnie Lady Hill, w zachodniej części miasta. W 1224 roku katedra w Elgin (Holy Trinity Cathedral) została przez papieża Honoriusza III ustanowiona katedrą hrabstwa Moray. Obecnie zachowała się w postaci ruin chętnie odwiedzanych przez turystów. Rolę ośrodka wypoczynkowego Elgin spełnia od pierwszej połowy XIX wieku. W 1852 roku uruchomiono połączenie kolejowe (stacja Elgin) do Lossiemouth, a w 1858 do Aberdeen i Inverness. Pozwoliło to ożywić osadę.

## Elgin City F.C.
W 1893 w mieście został założony klub piłkarski Elgin City F.C. Od 2000 występuje na czwartym szczeblu rozgrywkowym.

## Miasta partnerskie
- Landshut (Niemcy)